# Ястребов, Николай Васильевич
Никола́й Васи́льевич Я́стребов (1855—1916) — русский врач, акушер-гинеколог, доктор медицины (1881), профессор, автор теории рефлекторного механизма наступления родов.

## Биография
Родился в 1855 году.
В 1878 году окончил Петербургскую медико-хирургическую академию. Получив диплом врача, работал ординатором пропедевтической акушерско-гинекологической клиники под руководством заслуженного профессора Императорской военно-медицинской академии Кронида Славянского.
В 1881 году защитил диссертацию на соискание учёной степени доктора медицины. Тема диссертации была о нормальной и патологической анатомии нервного сплетения шейки матки. В 1882 году за границу в научную командировку, вернувшись оттуда состоял старшим врачом 12-го стрелкового батальона и приват-доцентом акушерства и женских болезней Петербургской медико-хирургической академии.
В 1885 году назначен заведующим кафедрой акушерства, женских и детских болезней Варшавского университета, работал в этой должности до 1911 года. В 1889 году на III Пироговском съезде выступил с предложением о необходимости реорганизации родовспоможения в России и предоставления неимущим роженицам бесплатной помощи в родильных домах.
Был директором родильного дома в Царском Селе до 1916 года.
Ястребов написал научные труды по акушерству, а также около 30 статей по различным вопросам акушерства и оперативной гинекологии. Одним из первых начал изучать иннервацию женских половых органов. Проводил экспериментальные исследования и клинические сравнения роли центральной нервной системы в физиологии и патологии женских половых органов.
Стал автором теории рефлекторного механизма наступления родов. Указал на важность значения окружающей среды в функциональной деятельности женского организма. Разработал и предложил на I съезде Общества Российских акушеров и гинекологов в 1904 году классификацию форм узкого таза. Придерживался консервативного ведения родов при некоторых формах узкого таза; в необходимых случаях рекомендовал прибегать к кесареву сечению не только в интересах матери, но и плода, что являлось в те годы явно прогрессивным.
Умер в 1916 году.